# What’s Going On (песня)
«What’s Going On» — песня американского певца Марвина Гэя.
В 2004 году журнал Rolling Stone поместил песню «What’s Going On» в исполнении Марвина Гэя на 4 место своего списка «500 величайших песен всех времён». В списке 2011 года песня также находится на 4 месте.
В 1994 году песня была включена в альбом Music Relief '94 и выпущена в качестве благотворительного сингла в память о геноциде в Руанде. Певцами, участвовавшими в проекте, были Си Джей Льюис,  Эндрю  Роучфорд, Язз, Aswad, Эдвин Старр, Питер Каннах из D Ream, Ким Эпплби, Мик Джонс из Big Audio Dynamite, Розалла, Тони Ди Барт, Пол Янг, Пол Каррак, Энджи Браун из Ramona 55, Джимми Раффин, Омар, индеец Апачи, Worlds Apart, Kaos, the Pasadenas, Гас Исидор, Джулс Холланд, Марк Кинг из Level 42, Ник Кершоу, Ларри Адлер и Данни Миноуг.
30 октября 2001 года вышел ремиксовый альбом с версиями песни от Destiny’s Child, Backstreet Boys, Бритни Спирс, Кристины Агилеры, NSYNC, Darren Hayes из Savage Garden, Дженнифер Лопес, Ja Rule, Наса, Lil’ Kim, Шона Комбса, Мэри Джей Блайдж, Алиши Киз, Ив, Гвен Стефани, Нелли Фуртадо, Фреда Дёрста из Limp Bizkit, Аарона Льюиса из Staind, Майкла Стайпа из R.E.M., Вайклефа Жана и дочери Гэя Ноны, среди других исполнителей.
Кроме того, в 2014 году британский музыкальный журнал New Musical Express поместил «What’s Going On» в исполнении Марвина Гэя на 202 место уже своего списка «500 величайших песен всех времён».
Также песня «What’s Going On» в исполнении Марвина Гэя входит в составленный Залом славы рок-н-ролла список 500 Songs That Shaped Rock and Roll.

## Чарты
| Чарт (1987)                                       | Наив. поз. |
| ------------------------------------------------- | ---------- |
| Австралия (Kent Music Report)                     | 52         |
| Нидерланды (MegaCharts)                           | 30         |
| Германия (Media Control Charts)                   | 46         |
| Новая Зеландия (RIANZ Singles Chart)              | 30         |
| Великобритания (UK Singles Chart)                 | 57         |
| США (Billboard Hot 100)                           | 12         |
| США (Billboard Hot Dance Music Maxi Single Sales) | 7          |
| США (Billboard Hot Dance Club Play)               | 17         |
| США (Cash Box Top 100 Singles)                    | 15         |

## Списки лучших песен всех времён
| Список                           | Издание                  | Позиция | Год публикации списка |
| -------------------------------- | ------------------------ | ------- | --------------------- |
| 500 величайших песен всех времён | Rolling Stone            | 4       | 2010                  |
| 100 Greatest Rock Songs          | VH1                      | 14      | 2000                  |
| 100 Songs That Changed the World | Q                        | 39      | 2003                  |
| 1001 Best Songs Ever             | Q                        | 64      | 2003                  |
| 500 Songs That Shaped Rock       | Rock & Roll Hall of Fame | N/A     | 1995                  |
| 365 Songs of the Century         | RIAA                     | 65      | 2001                  |